# Roost-Warendin

Roost-Warendin este o comună în departamentul Nord, Franța. În 1 ianuarie 2022 avea o populație de 5.966 de locuitori.